# Тоганаші (Красноармійський район)
Тогана́ші (рос. Тоганаши, чув. Туканаш) — присілок у складі Красноармійського району Чувашії, Росія. Входить до складу Пікшицького сільського поселення.
Населення — 16 осіб (2010; 19 у 2002).
Національний склад:
- чуваші — 100 %